# آنتونینو بونویسوتو
آنتونینو بونویسوتو (انگلیسی: Antonino Bonvissuto؛ زادهٔ ۸ اوت ۱۹۸۵) بازیکن فوتبال اهل ایتالیا است.
از باشگاه‌هایی که در آن بازی کرده‌است می‌توان به باشگاه فوتبال سورنتو کالچو، باشگاه فوتبال آسکولی، باشگاه فوتبال کرمونزه، باشگاه فوتبال ویرتوس لانچانو، البیا کالچو ۱۹۰۵، باشگاه فوتبال آنکونا، باشگاه فوتبال چیتادلا، باشگاه فوتبال باری، باشگاه فوتبال فروزینونه، باشگاه فوتبال کروتونه، باشگاه فوتبال رجانا، باشگاه فوتبال ویچنزا، و باشگاه فوتبال اتلتیکو آرتزو اشاره کرد.